# Mayhem (альбом Леді Гаги)
MAYHEM (вимовляється як мéйхем) — студійний альбом американської співачки Леді Гаги. Він був випущений 7 березня 2025 року під лейблами Streamline та Interscope Records. Під час створення альбому Гага співпрацювала з такими продюсерами, як Ендрю Ватт, Cirkut і Gesaffelstein, у результаті чого вийшов альбом, який має «хаотичне розмиття жанрів», переважно синті-поп та EBM впливами та елементами електро, диско, індастріал-поп, рок і поп-рок. Лірично він досліджує теми кохання, хаосу, слави, ідентичності та бажання, використовуючи метафори трансформації, подвійності та надмірності. Його тексти заглиблюються у вплив знаменитості, боротьбу між публічним іміджем і особистим я, а також ейфорію та безрозсудність як форми втечі.
Альбом був записаний на студії Shangri-La Ріка Рубіна в Малібу, Каліфорнія. Перед виходом альбому було випущено два сингли. Провідний сингл «Disease» вийшов 25 жовтня 2024 року. «Abracadabra» був другим синглом 3 лютого 2025 року, досягнувши п'ятого місця в Billboard Global 200 і тринадцятого місця в Billboard Hot 100 США. Mayhem також включає пісню «Die with a Smile» — спільну роботу з Бруно Марсом, яка отримала премію «Греммі» за найкращий поп-виконання дуету/групи на 67-й щорічній церемонії вручення премії «Греммі»..Mayhem став комерційно успішним: він очолив чарти в 16 країнах, зокрема в Австралії, Фінляндії, Німеччині, Ірландії, Норвегії, США, Італії, Великій Британії та Швейцарії, а також піднявся на другу сходинку у Франції, Нідерландах і Швеції.
Mayhem отримав схвальні відгуки критиків, які назвали його вдалим поверненням Леді Гаги до її поп-витоків, порівнюючи з раннім альбомом «The Fame» (2008). За оцінками Metacritic, це найбільш позитивно оцінений альбом у кар'єрі співачки. Критики особливо відзначили якісне звучання, стильову різноманітність, цілісність матеріалу та музичні алюзії на творчість таких виконавців, як Девід Бові, Майкл Джексон, Прінс, Siouxsie and the Banshees і Blondie. Водночас частина рецензентів звернула увагу на суттєву відмінність між звучанням представлених синглів і рештою композицій альбому, назвавши це «трюком із підміною»

## Список композицій
Усі треки спродюсовані Леді Гагою, Ендрю Воттом та Cirkut, якщо не зазначено інше.
| Mayhem – Стандартне видання | Mayhem – Стандартне видання          | Mayhem – Стандартне видання                                                    | Mayhem – Стандартне видання    | Mayhem – Стандартне видання |
| #                           | Назва                                | Автор                                                                          | Продюсер(и)                    | Тривалість                  |
| --------------------------- | ------------------------------------ | ------------------------------------------------------------------------------ | ------------------------------ | --------------------------- |
| 1.                          | «Disease»                            | Lady Gaga Andrew Watt Henry Walter Michael Polansky                            |                                | 3:49                        |
| 2.                          | «Abracadabra»                        | Gaga Watt Walter Susan Ballion Peter Edward Clarke John McGeoch Steven Severin |                                | 3:43                        |
| 3.                          | «Garden of Eden»                     | Gaga Watt Mike Lévy Walter                                                     | Gaga Gesaffelstein Watt Cirkut | 3:59                        |
| 4.                          | «Perfect Celebrity»                  | Gaga Watt Lévy Walter                                                          |                                | 3:49                        |
| 5.                          | «Vanish into You»                    | Gaga Watt Walter Polansky                                                      |                                | 4:04                        |
| 6.                          | «Killah» (featuring Gesaffelstein)   | Gaga Watt Lévy Walter                                                          | Gaga Gesaffelstein Watt Cirkut | 3:30                        |
| 7.                          | «Zombieboy»                          | Gaga Watt Walter James Fauntleroy                                              |                                | 3:33                        |
| 8.                          | «LoveDrug»                           | Gaga Watt Walter Polansky                                                      |                                | 3:13                        |
| 9.                          | «How Bad Do U Want Me»               | Gaga Watt Walter Polansky                                                      |                                | 3:58                        |
| 10.                         | «Don't Call Tonight»                 | Gaga Watt Walter Polansky                                                      |                                | 3:45                        |
| 11.                         | «Shadow of a Man»                    | Gaga Watt Walter                                                               |                                | 3:19                        |
| 12.                         | «The Beast»                          | Gaga Watt Walter Polansky                                                      |                                | 3:54                        |
| 13.                         | «Blade of Grass»                     | Gaga Watt Lévy Polansky                                                        | Gaga Watt Gesaffelstein        | 4:17                        |
| 14.                         | «Die with a Smile» (with Bruno Mars) | Mars Gaga Dernst Emile II Fauntleroy Watt                                      | Mars D'Mile Gaga Watt          | 4:11                        |
| 53:04                       |                                      |                                                                                |                                |                             |

| Mayhem – Ексклюзивне CD-видання для магазинів, японське CD-видання, різні вінілові видання | Mayhem – Ексклюзивне CD-видання для магазинів, японське CD-видання, різні вінілові видання | Mayhem – Ексклюзивне CD-видання для магазинів, японське CD-видання, різні вінілові видання | Mayhem – Ексклюзивне CD-видання для магазинів, японське CD-видання, різні вінілові видання |
| #                                                                                          | Назва                                                                                      | Автор                                                                                      | Тривалість                                                                                 |
| ------------------------------------------------------------------------------------------ | ------------------------------------------------------------------------------------------ | ------------------------------------------------------------------------------------------ | ------------------------------------------------------------------------------------------ |
| 5.                                                                                         | «Can't Stop the High»                                                                      | Gaga Watt Walter                                                                           | 3:31                                                                                       |
| 56:35                                                                                      |                                                                                            |                                                                                            |                                                                                            |

| Mayhem – Target ексклюзивне видання, HMV exclusive edition, JB Hi-Fi exclusive edition | Mayhem – Target ексклюзивне видання, HMV exclusive edition, JB Hi-Fi exclusive edition | Mayhem – Target ексклюзивне видання, HMV exclusive edition, JB Hi-Fi exclusive edition | Mayhem – Target ексклюзивне видання, HMV exclusive edition, JB Hi-Fi exclusive edition |
| #                                                                                      | Назва                                                                                  | Автор                                                                                  | Тривалість                                                                             |
| -------------------------------------------------------------------------------------- | -------------------------------------------------------------------------------------- | -------------------------------------------------------------------------------------- | -------------------------------------------------------------------------------------- |
| 11.                                                                                    | «Kill for Love»                                                                        | Gaga Watt Walter                                                                       | 4:09                                                                                   |
| 57:13                                                                                  |                                                                                        |                                                                                        |                                                                                        |